# Pfarrhaus (Farchant)
Das Pfarrhaus in Farchant ist ein 1748 von den Geschwistern Gastl erbautes stattliches Haus. Später wurde es dann das Benefiziatenhaus und 1945 das Pfarrhaus. Der zweigeschossige Flachsatteldachbau mit Fassadenmalerei ist auf Basis des Denkmalschutzgesetzes vom 1. Oktober 1973 ein Baudenkmal, die Denkmal-Nr. lautet D-1-80-116-11.

## Geschichte

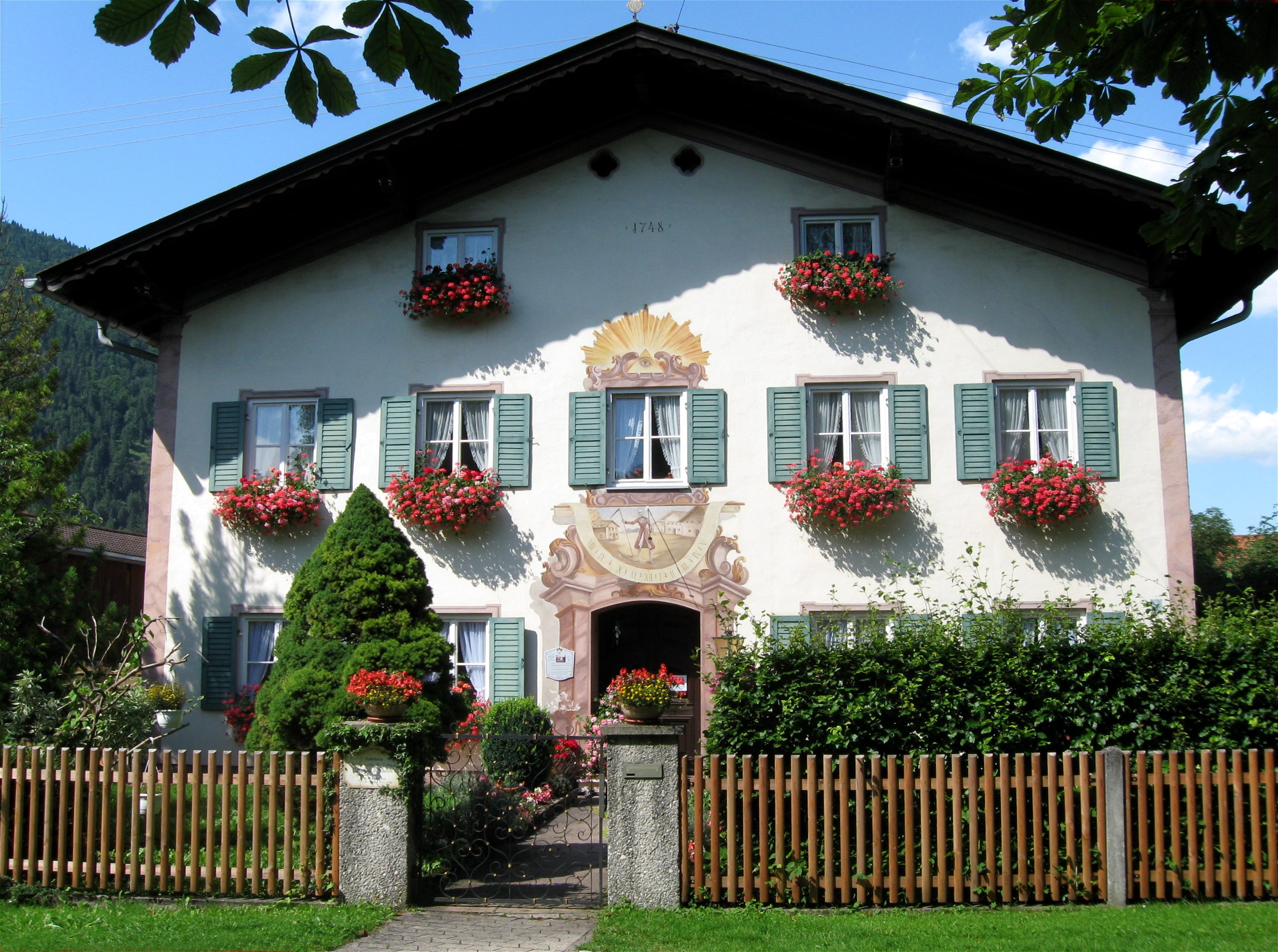
Der Pfarrhof von Farchant

Die drei ledig gebliebenen Geschwister Joseph, Mathias und Katharina Gastl waren als Teilhaber einer Fernhandelsgesellschaft mit Firmensitz in Warschau zu ansehlichen Reichtum gelangt. 1748 bauten sie am Gern in Farchant ein stattliches Haus als Ruhesitz. Nach ihrem Ableben sollte das Haus als Wohnsitz für den jeweiligen Ortsgeistlichen dienen, obwohl Farchant damals noch keine eigene Pfarrei war. Im Jahre 1775 starb dann als letzte der Gastl Katharina. Es dauerte aber fast zwei Jahrzehnte, bis 1792 der Mittenwalder Heinrich Schandl (1739–1807) als erster Schulbenefiziat nach Farchant kam und das Gastl-Anwesen bezog.
1914 ist das Schulbenefizium in ein Kurat-Benefizium umgewandelt worden, und eine spätere Pfarrerhebung nur noch eine Zeitfrage. Diese geschah dann auch am 1. März 1945 durch Michael Kardinal von Faulhaber. Seitdem fungiert das Gebäude als Pfarrhaus.

## Sonnenuhr

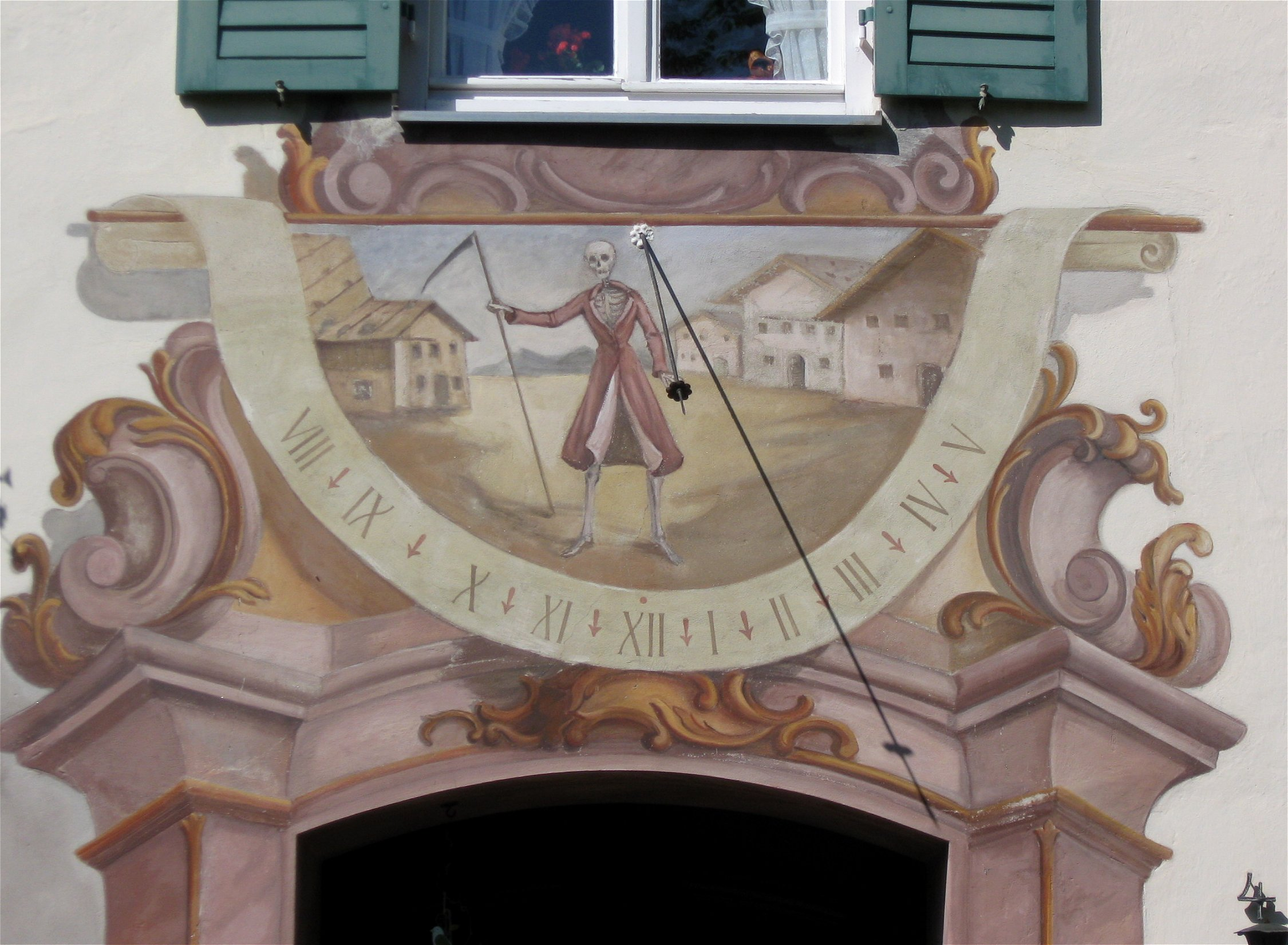
Die Sonnenuhr am Pfarrhof

Die Sonnenuhr wurde ca. 1800 über den Eingang des Pfarrhofes gemalt. Sie zeigt den Tod als Skelett mit einer Sense und im Hintergrund wird, nach Überlieferung, das Unterdorf mit dem Geburtshaus der Gastl dargestellt. Bei einer Restaurierung hat sich bei einem Dach auf der linken Seite ein Fehler eingeschlichen.